# Craig Short
Craig Jonathan Short (* 25. Juni 1968 in Bridlington, England) ist ein ehemaliger englischer Fußballspieler und aktueller Fußballtrainer. Zuletzt trainierte er den englischen Drittligisten Notts County.

## Fußballerische Laufbahn
Craig Short startete seine Spielerlaufbahn 1987 beim FC Scarborough. In der Saison 1988/89 erreichte er mit seinem Verein einen fünften Tabellenplatz in der vierten Liga und verfehlte den Aufstieg nur knapp. Short wechselte anschließend mit 21 Jahren zu Notts County um höherklassig Fußball spielen zu können.

### Notts County
Sein neuer Verein war 1985 in die dritte Liga abgestiegen und versuchte seit diesem Zeitpunkt den Wiederaufstieg zu erreichen. Dies gelang bereits in Shorts erster Saison 1989/90 und wurde ein Jahr später durch den direkten Durchmarsch in die erste Liga gesteigert. Die von Neil Warnock trainierte Mannschaft belegte den vierten Tabellenplatz in der Second Division und gewann anschließend das Play-off-Finale gegen Brighton & Hove Albion in Wembley. Die Saison in der Football League First Division 1991/92 verlief dafür weniger befriedigend. Notts County belegte lediglich Platz 21 und damit den vorletzten Platz und stieg direkt wieder ab. Craig Short entschied sich in der Folge zu einem neuerlichen Vereinswechsel und ging für 2.500.000 Pfund zu Derby County.

### Derby County
Derby war 1991 aus der First Division abgestiegen und hatte in der vergangenen Saison als Tabellendritter den Wiederaufstieg nur knapp verfehlt. Umso enttäuschender verlief das Folgejahr, das lediglich zum achten Rang führte. Auch 1993/94 und 94/95 konnte Short mit seiner neuen Mannschaft den Aufstieg in die 1992 neu eingeführte Premier League nicht erreichen. Trotz seiner Position als unumstrittener Stammspieler überwog bei Short die Ambition nach 1991/92 wieder erstklassig zu spielen und so erfolgte der Transfer zum FC Everton.

### FC Everton
Der Verein aus Liverpool spielte seit 1954 durchgehend in der ersten Liga und garantierte daher eine langfristige Perspektive in der Premier League. In den 80er-Jahren hatte der Verein zu den besten Vereinen des Landes gehört, zuletzt fand sich die Mannschaft jedoch häufiger im Mittelfeld der Tabelle wieder. Dafür konnte sich Everton in der vergangenen Saison den Titel im FA Cup sichern. Im Finale vor 79.592 Zuschauern in Wembley besiegte der Verein Manchester United durch ein Tor von Paul Rideout mit 1:0. Shorts Debüt gelang in der Premier League 1995/96 vielversprechend und führte den Verein auf den sechsten Tabellenplatz. Lediglich zwei fehlende Punkte auf den Tabellenfünften FC Arsenal, sorgten jedoch für das Verpassen der Europapokal-Qualifikation. Durch den Pokalsieg im Vorjahr nahm der FC Everton am Europapokal der Pokalsieger 1995/96 teil, scheiterte dort jedoch bereits in der zweiten Runde am niederländischen Pokalsieger Feyenoord Rotterdam. Nach Platz 15 in der Saison 1996/97, erreichte Everton in der Premier League 1997/98 lediglich Platz 17. Aufgrund der besseren Tordifferenz gegenüber den Bolton Wanderers konnte der Abstieg in die zweite Liga vermieden werden. Nach einer weiteren Spielzeit im unteren Tabellendrittel wechselte Short 1999 für 1.700.000 Pfund zu den Blackburn Rovers. Diese hatten ihn bereits 1992 verpflichten wollten, doch damals hatte er sich für Derby County entschieden.

### Blackburn Rovers
Die Rovers waren in den letzten Jahren aufgrund von Millionen-Investitionen des Besitzers sehr erfolgreich gewesen. Höhepunkt war der Gewinn der Meisterschaft in der Premier League 1994/95 durch die Mannschaft um Tim Flowers, Graeme Le Saux, Alan Shearer und Chris Sutton. Shearer hatte sich jedoch bereits 1996 Newcastle United angeschlossen und auch die verbliebenen Spieler konnten dieses Niveau nicht halten. In der Premier League 1998/99 stieg der Verein sogar in die zweite Liga ab. Craig Short begann seine Spielertätigkeit in Blackburn damit in der Zweitklassigkeit. In der Saison 2000/01 gelang ihm mit seinem neuen Team der Aufstieg in die Premier League durch einen zweiten Platz hinter dem FC Fulham. Der Aufsteiger belegte Rang 10 in der Premier League 2001/02 und gewann zusätzlich den Ligapokal durch ein 2:1 gegen die Tottenham Hotspur.
Christian Ziege hatte dabei den zwischenzeitlichen Ausgleich für Tottenham erzielt. Durch den Titel im UEFA-Pokal 2002/03 startberechtigt, erreichte Blackburn nach einem Erfolg über ZSKA Sofia die zweite Runde und scheiterte dort mit 0:1 und 0:2 an Celtic Glasgow. In der Premier League 2002/03 konnte die Rovers die Platzierung aus dem Vorjahr durch den sechsten Platz sogar steigern. Dies bedeutete die Qualifikation für den UEFA-Pokal 2003/04, in dem die Rovers jedoch bereits in der ersten Runde am türkischen Vertreter Gençlerbirliği Ankara scheiterten. Nach zwei weiteren Jahren auf Platz 15 wechselte er ein letztes Mal den Verein und schloss sich Sheffield United an.

### Sheffield United
Sein neuer Trainer in Sheffield war ein alter Bekannter. Neil Warnock hatte ihn bereits bis 1992 bei Notts County trainiert. Craig Short konnte in der Saison 2005/06 einen letzten Erfolg als Spieler feiern, denn seine Mannschaft erreichte durch einen zweiten Platz hinter dem FC Reading den Aufstieg in die Premier League 2006/07. Dafür endete dort seine Spielerlaufbahn weniger erfreulich. Short kam in der Premier League nicht mehr zum Einsatz und durch eine nur um ein Tor schlechtere Tordifferenz gegenüber Wigan Athletic stieg United wieder in die zweite Liga ab. Im Anschluss beendete Craig Short mit 39 Jahren seine Spielerkarriere. 

## Trainerlaufbahn
Am 30. November 2009 unterschrieb er einen Vertrag beim ungarischen Verein Ferencváros Budapest. Seine Trainertätigkeit in Ungarn war jedoch nicht von Dauer, da es Differenzen über seine Trainerlizenz gab. Am 4. Juni 2010 übernahm er den Trainerposten bei Notts County, für die er von 1989 bis 1992 als Spieler tätig gewesen war. County bestreitet die Saison 2010/11 nach dem Aufstieg in der letzten Saison in der drittklassigen Football League One.
Am 24. Oktober 2010 endete die Tätigkeit von Craig Short in Nottingham. Er ist momentan ohne neuen Verein.